# Pseudoterpna virellata
Pseudoterpna virellata är en fjärilsart som beskrevs av Krulikovski 1908. Pseudoterpna virellata ingår i släktet Pseudoterpna och familjen mätare. Inga underarter finns listade.